# Гангольф, Кайзер Карл
Кайзер Карл Гангольф (нем. Carl Gangolf Kayser) (12 февраля 1837, Австрийская империя, Вена — 2 сентября 1895, Австрийская империя, Вена) — австрийский и мексиканский архитектор.

## История
Учился в Венской Академии изобразительных искусств в мюнхенском скульптурном классе. В академии учился у Фридриха фон Шмидта, специализируясь на средневековой архитектуре.
Сопровождал эрцгерцога Максимилиана в Мексике, где стал его придворным архитектором после коронации (1864-1867). Там Максимилиан I планировал провести перестройку Национального дворца, замка Чапультепек и других зданий. Ни один из проектов не был реализован. После казни Максимилиана I вернулся в Австро-Венгерскую империю. Участвовал в перестройке Ауерсперга, замков Нижней Австрии Лихтенштейн, Гардегг, Кройцштайн, чешского Штернберга. Замок Кройцштайн он перестраивал на заказ полярного исследователя графа Иоганна Вильчека, в чем ему помогали художники Гумберт Риттер фон Молтгайн (нем. Humbert Walcher Ritter von Molthein ) и Эгон Райнбергер.

## Галерея

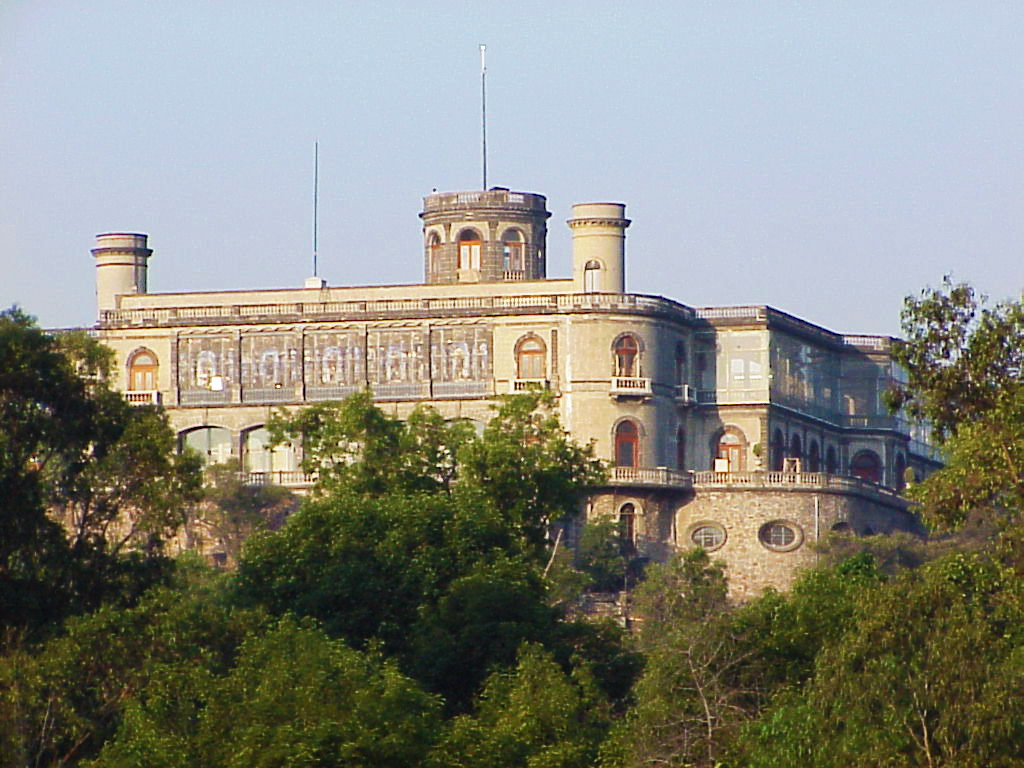
Чапультепек. 1864-1867
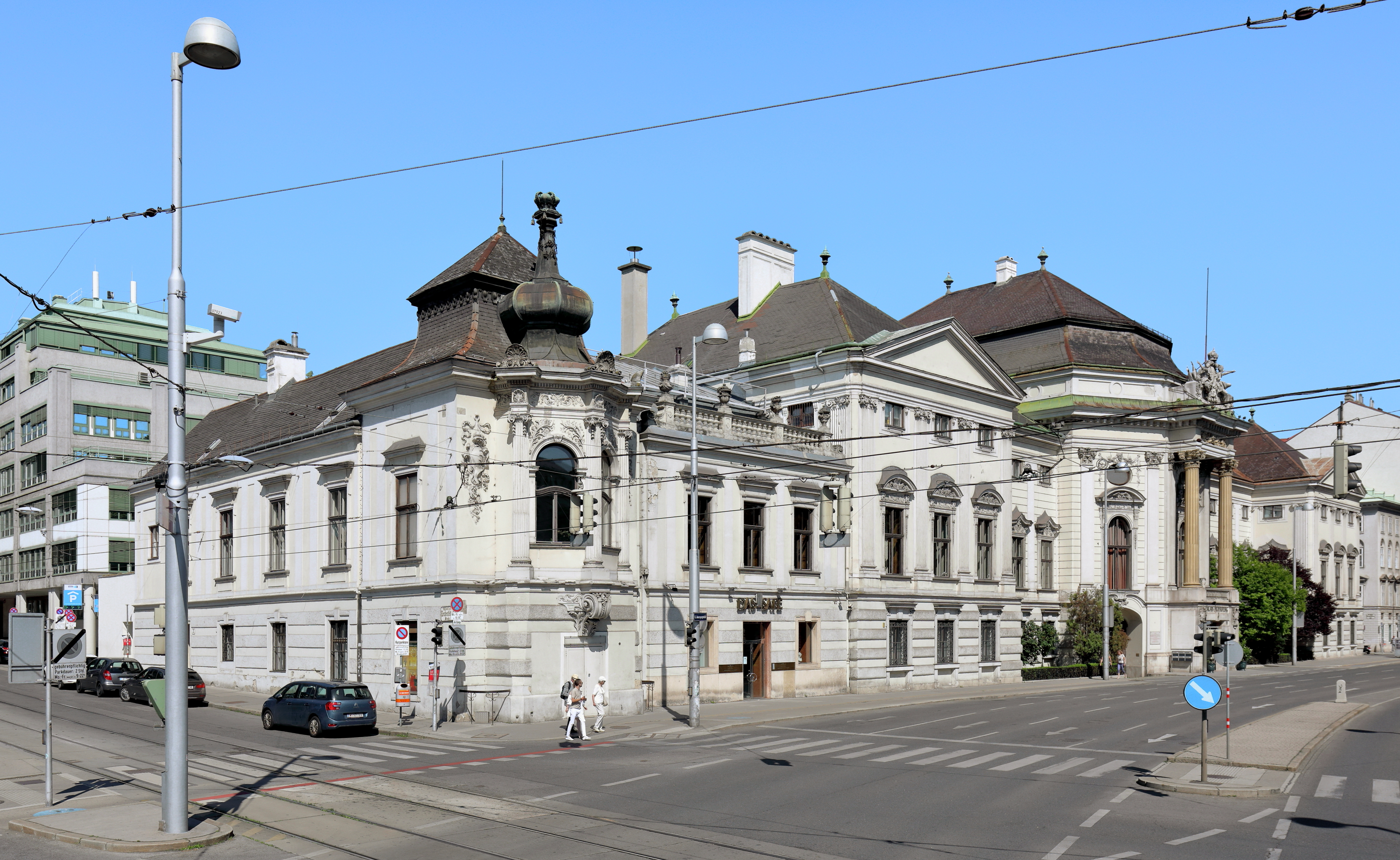
Ауерсперг. 1885-1887
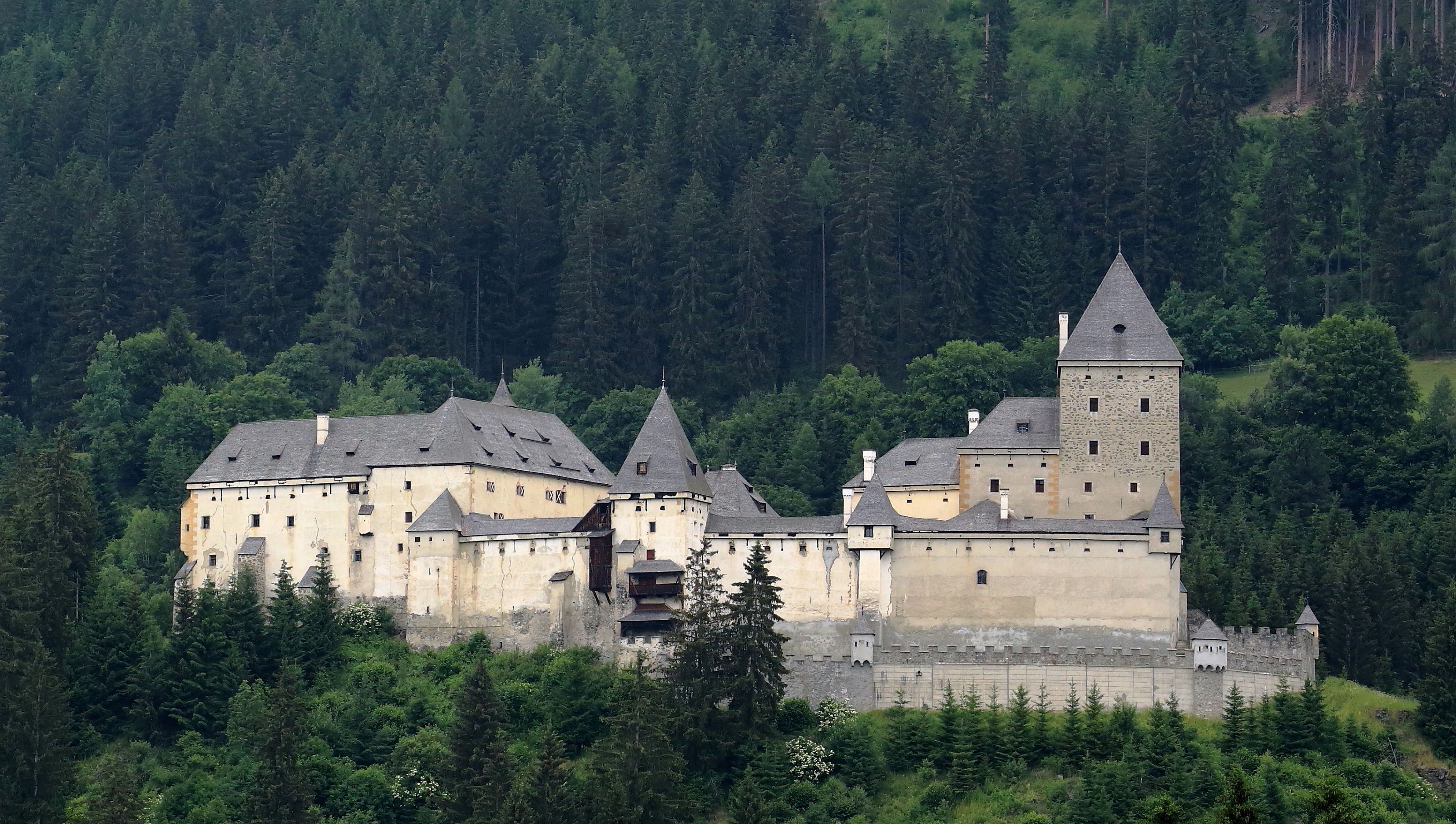
Моосгам. 1886
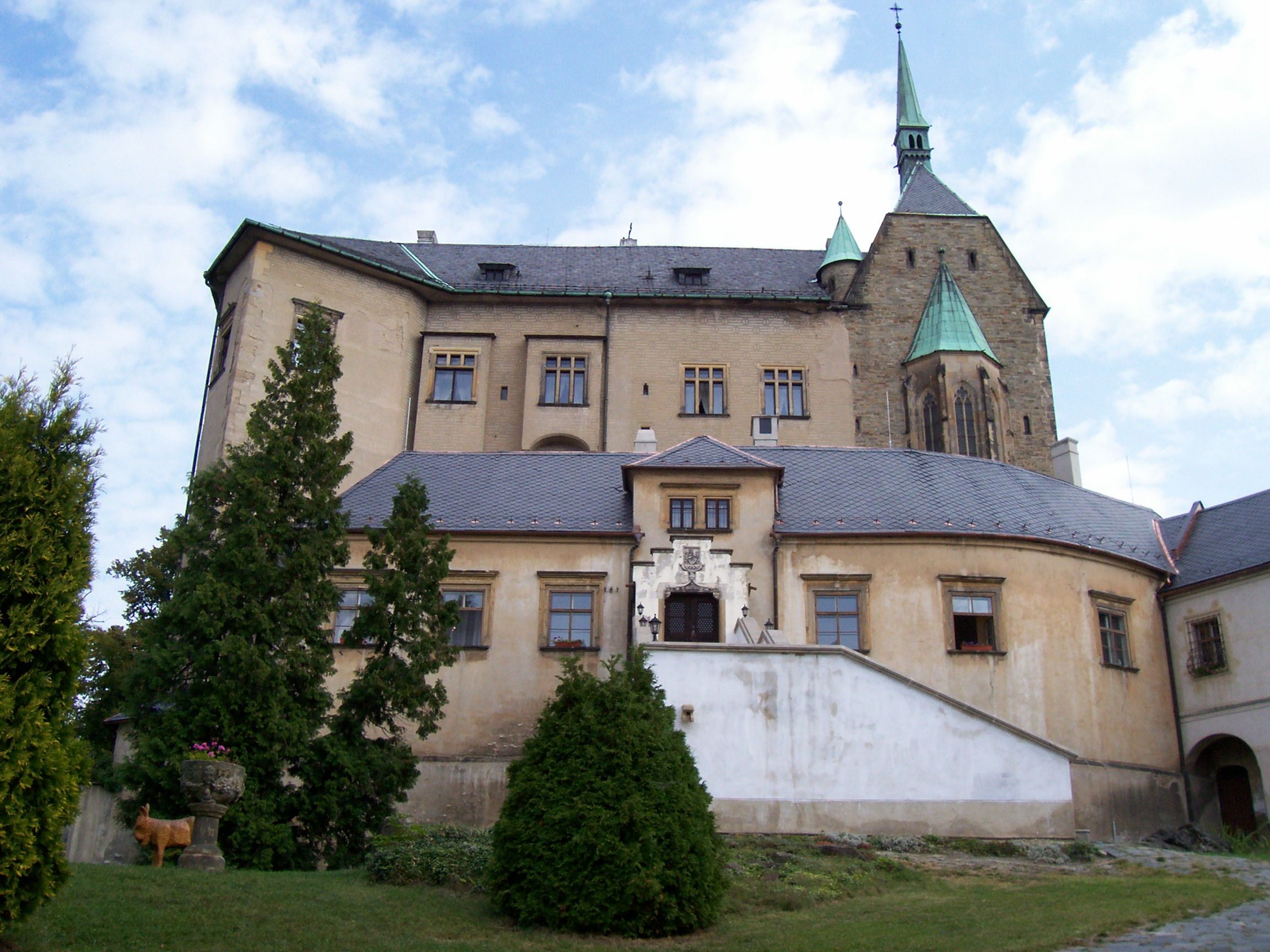
Штернберг. 1886
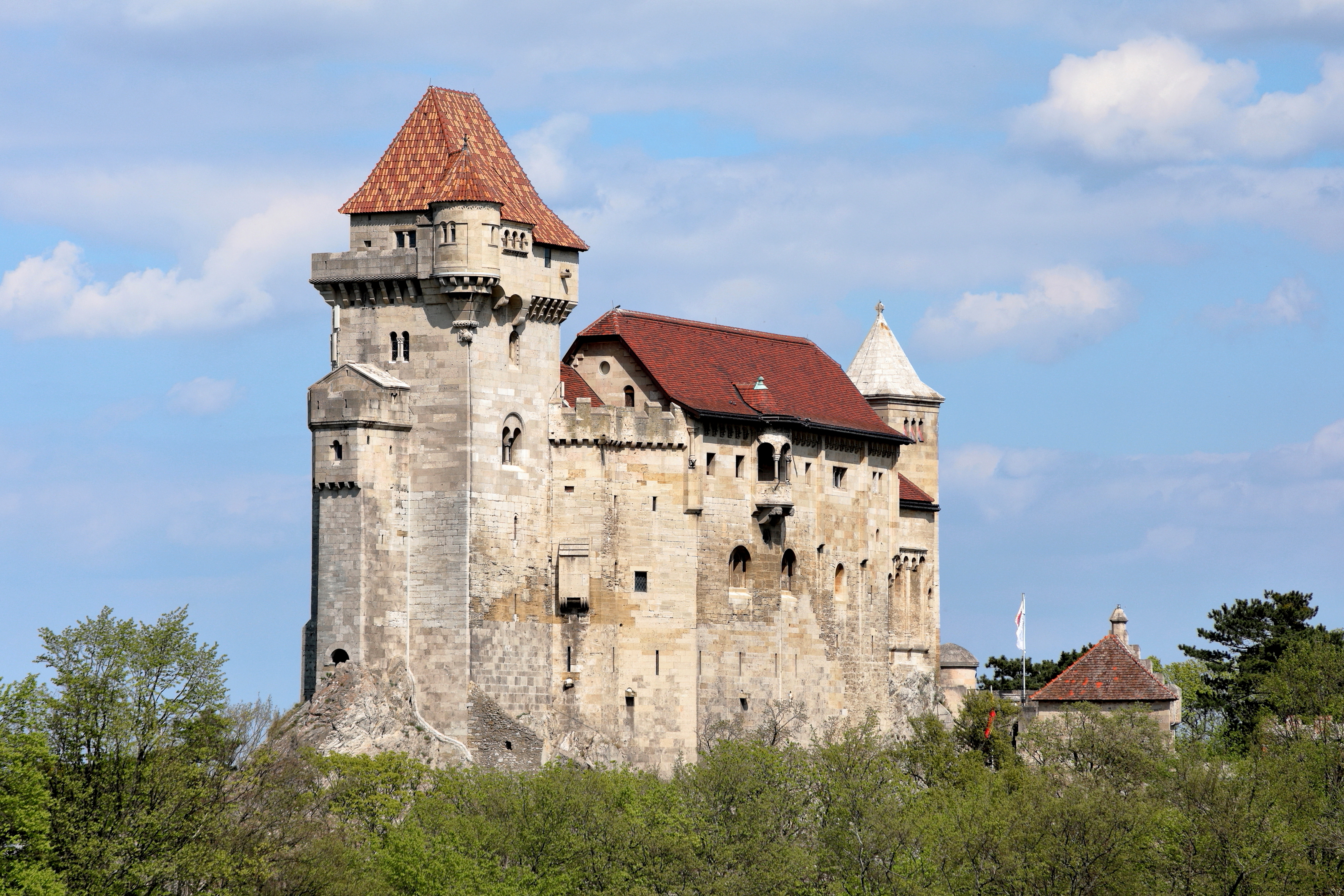
Лихтенштейн. 1884-1895
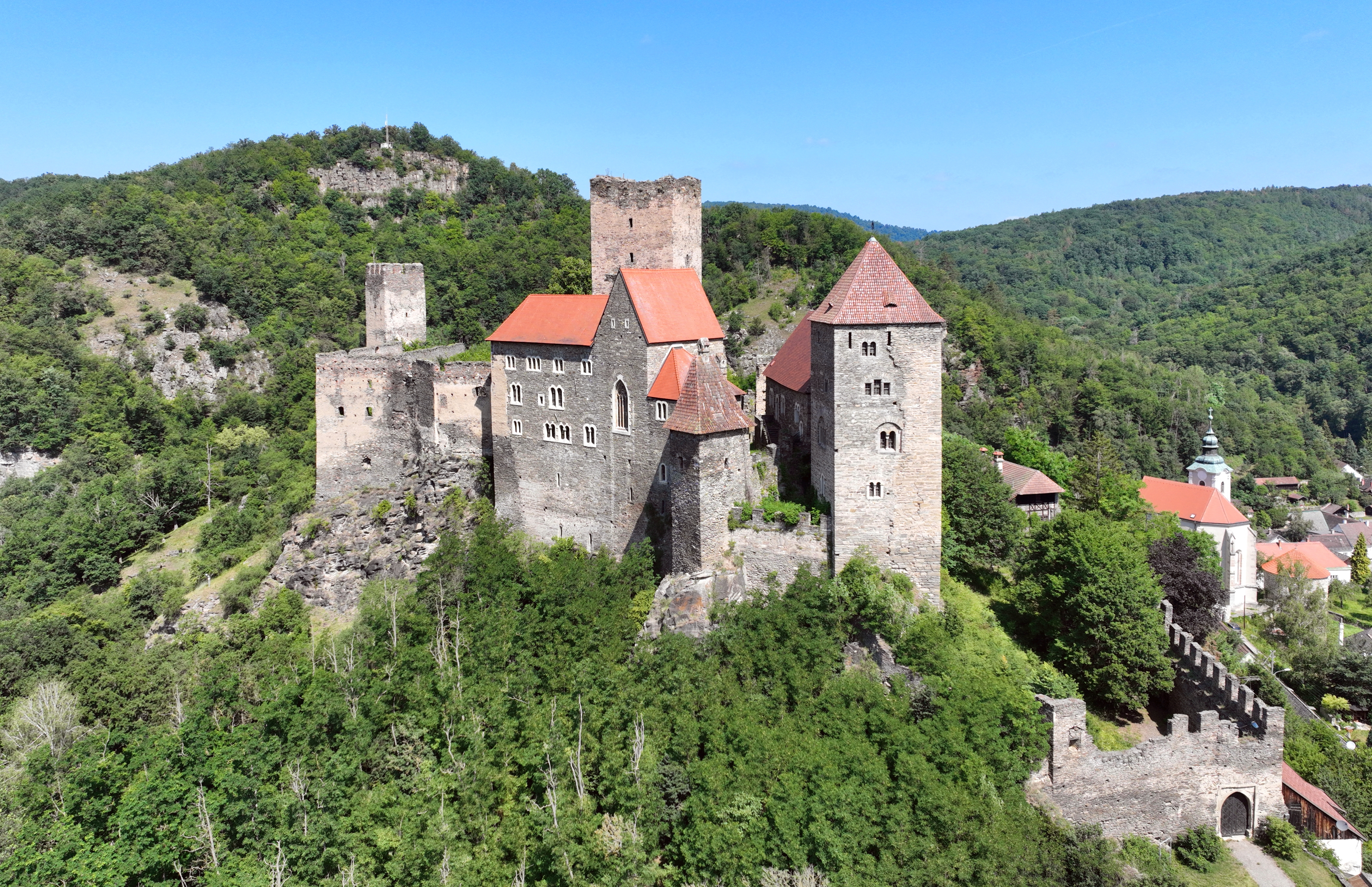
Гардегг. 1878-1895
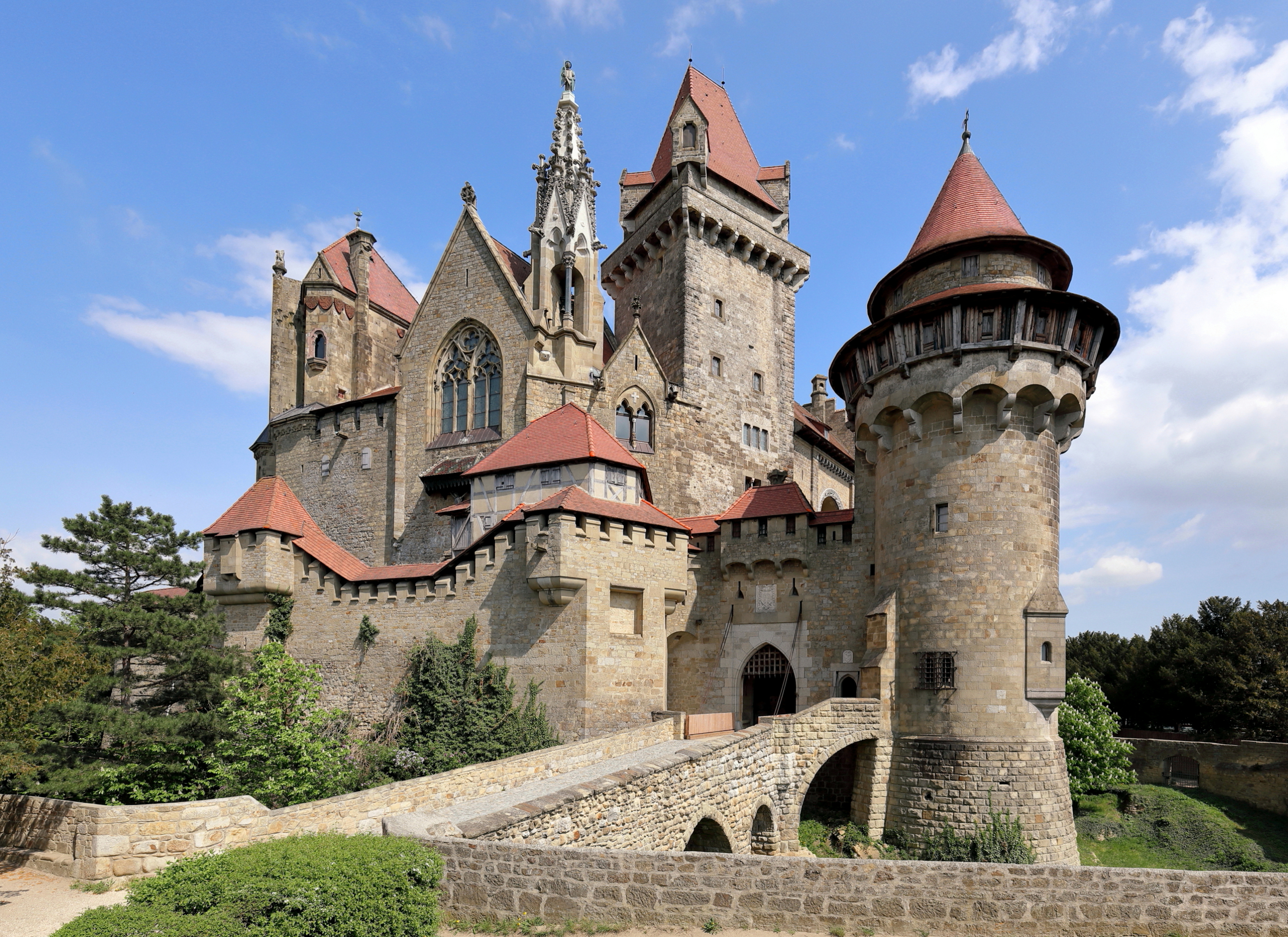
Кройцштайн. 1874-1895